# Angier
Angier és una població dels Estats Units a l'estat de Carolina del Nord. Segons el cens del 2006 tenia 4.165 habitants.

## Demografia
Segons el cens del 2000, Angier tenia 3.419 habitants, 1.356 habitatges i 870 famílies. La densitat de població era de 576,5 habitants per km².
Dels 1.356 habitatges en un 31,8% hi vivien nens de menys de 18 anys, en un 43,2% hi vivien parelles casades, en un 16,7% dones solteres, i en un 35,8% no eren unitats familiars. En el 28,3% dels habitatges hi vivien persones soles el 10% de les quals corresponia a persones de 65 anys o més que vivien soles. El nombre mitjà de persones vivint en cada habitatge era de 2,46 i el nombre mitjà de persones que vivien en cada família era de 3.
Per edats la població es repartia de la següent manera: un 25,4% tenia menys de 18 anys, un 10,3% entre 18 i 24, un 32,5% entre 25 i 44, un 20% de 45 a 60 i un 11,8% 65 anys o més.
L'edat mediana era de 33 anys. Per cada 100 dones de 18 o més anys hi havia 89 homes.
La renda mediana per habitatge era de 33.849 $ i la renda mediana per família de 43.784 $. Els homes tenien una renda mediana de 30.215 $ mentre que les dones 26.028 $. La renda per capita de la població era de 15.985 $. Entorn del 10,6% de les famílies i el 16,3% de la població estaven per davall del llindar de pobresa.

## Poblacions més properes
El següent diagrama mostra les poblacions més properes.